# Жюйак-ле-Кок
Жюйа́к-ле-Кок (фр. Juillac-le-Coq) — коммуна во Франции, находится в регионе Пуату — Шаранта. Департамент — Шаранта. Входит в состав кантона Сегонзак. Округ коммуны — Коньяк.
Код INSEE коммуны — 16171.
Коммуна расположена приблизительно в 420 км к юго-западу от Парижа, в 120 км юго-западнее Пуатье, в 34 км к западу от Ангулема.

## Население
Население коммуны на 2008 год составляло 669 человек.
| 1962 | 1968 | 1975 | 1982 | 1990 | 1999 | 2008 |
| ---- | ---- | ---- | ---- | ---- | ---- | ---- |
| 786  | 748  | 673  | 637  | 684  | 654  | 669  |

## Администрация
| Период | Период | Фамилия         | Партия | Примечания |
| ------ | ------ | --------------- | ------ | ---------- |
| 2001   | 2008   | Паскаль Рагонно |        |            |
| 2008   | 2014   | Роже Ливе       |        |            |

## Экономика
В 2007 году среди 420 человек в трудоспособном возрасте (15—64 лет) 317 были экономически активными, 103 — неактивными (показатель активности — 75,5 %, в 1999 году было 73,8 %). Из 317 активных работали 296 человек (162 мужчины и 134 женщины), безработных было 21 (10 мужчин и 11 женщин). Среди 103 неактивных 34 человека были учениками или студентами, 34 — пенсионерами, 35 были неактивными по другим причинам.

## Достопримечательности
- Приходская церковь Сен-Мартен (XII век). Исторический памятник с 1991 года[3]
- Замок Борегар[фр.] (XVIII век). Исторический памятник с 1988 года[4]

## Фотогалерея

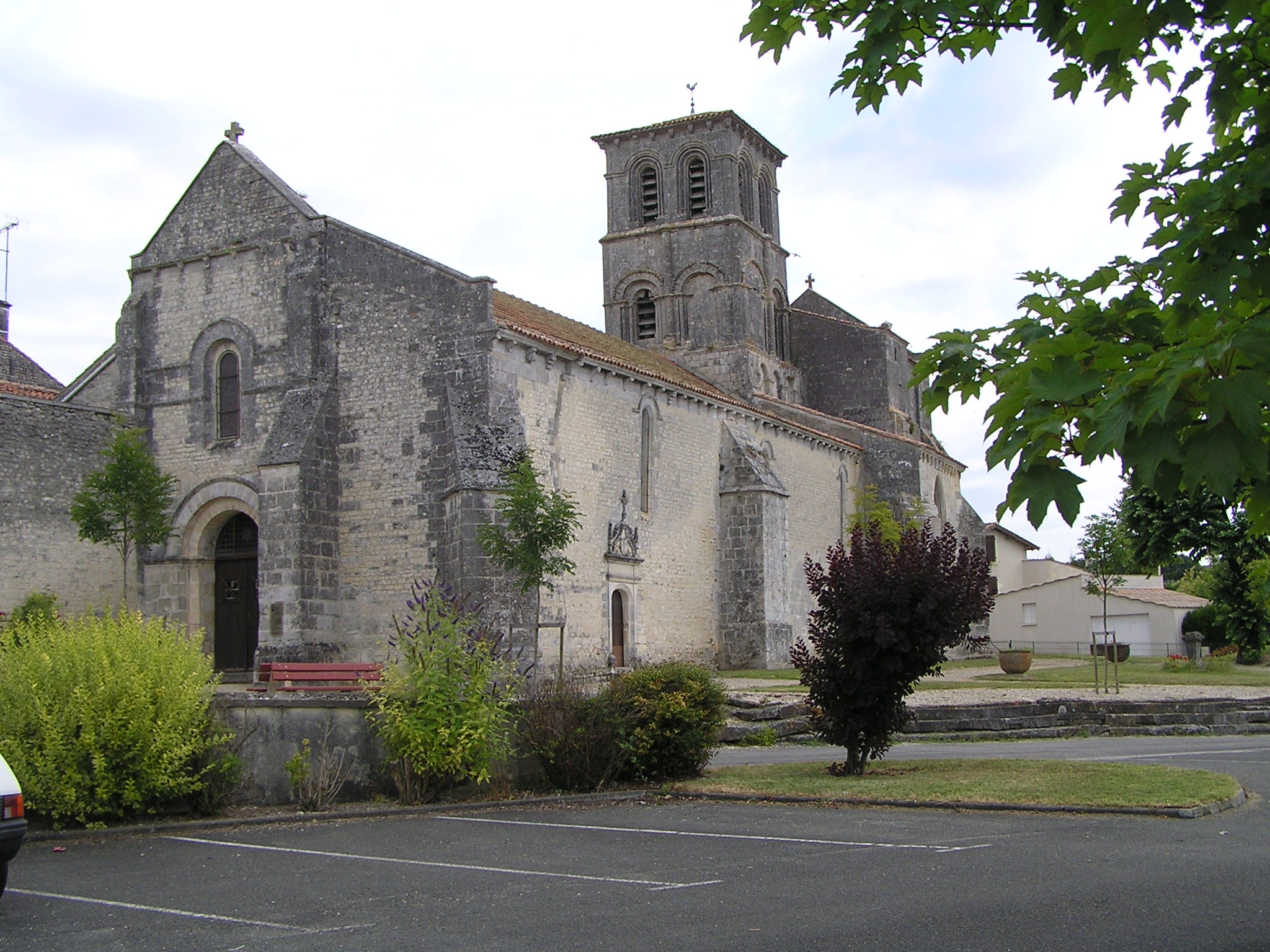
Церковь Сен-Мартен
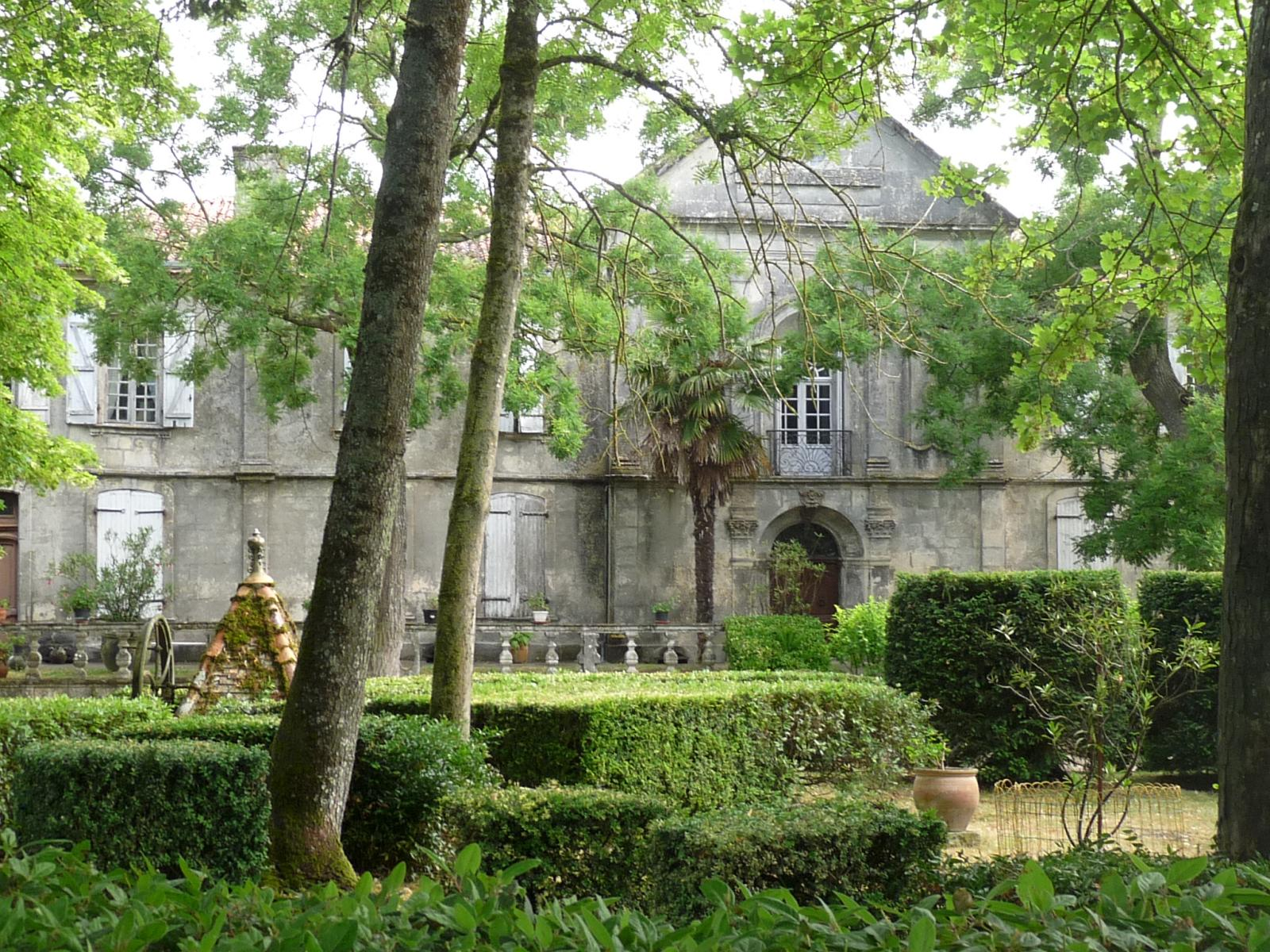
Замок Борегар
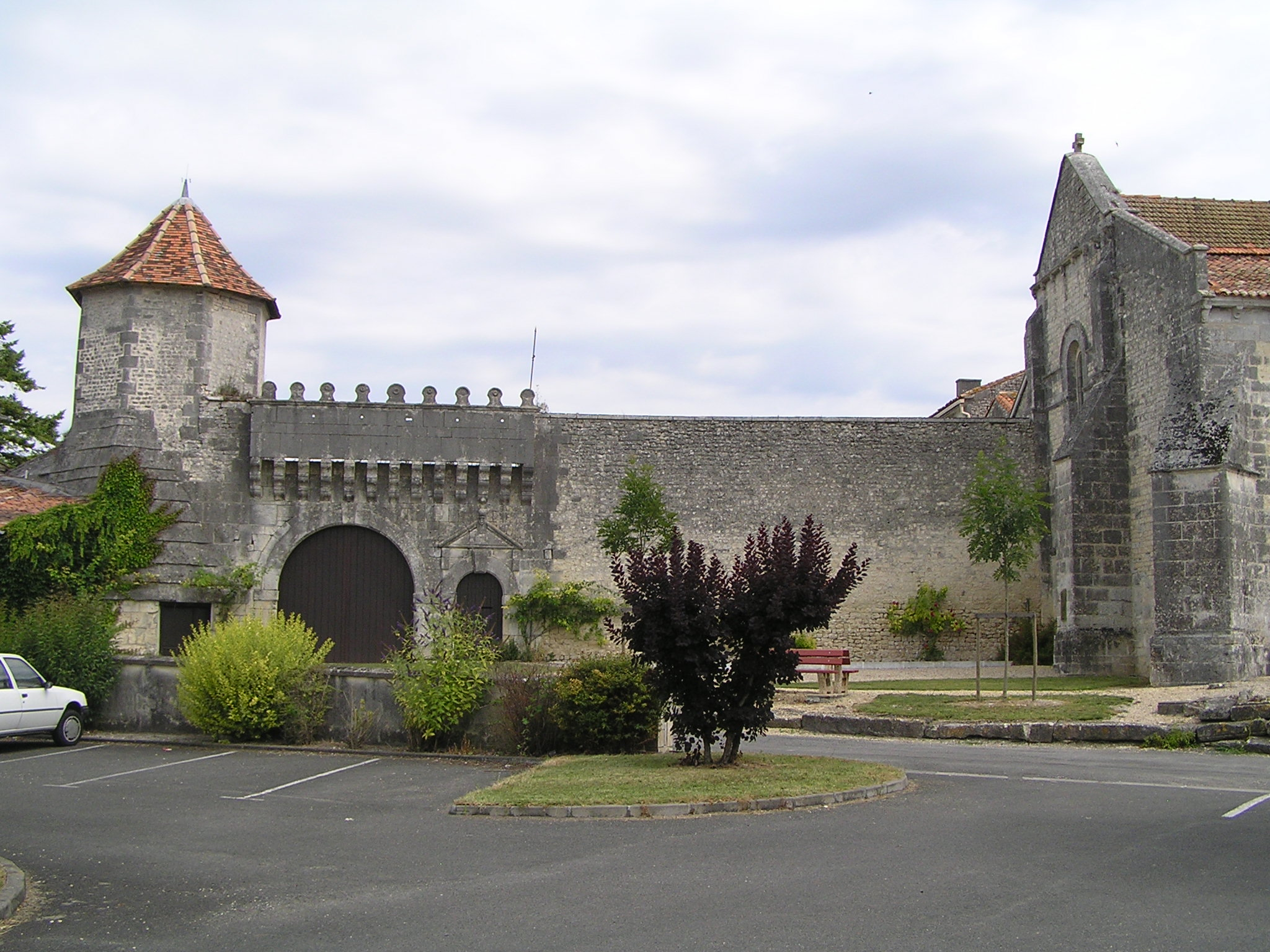
Замок Жюйак-ле-Кок
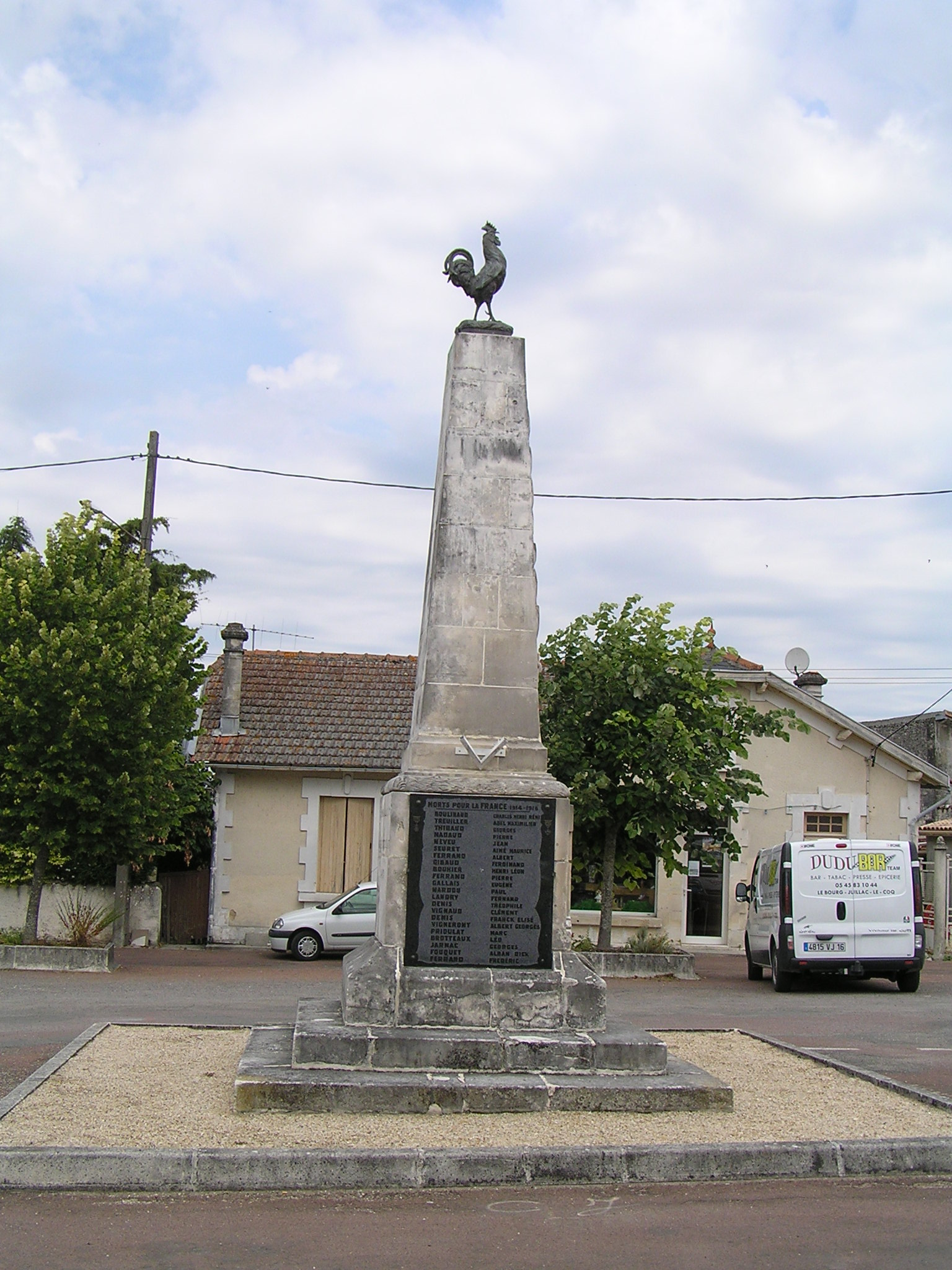
Военный мемориал